# Mustapha Berraf
Mustapha Berraf, né le 21 février 1954 à Alger, est un joueur de basket-ball, homme politique, haut fonctionnaire et dirigeant sportif algérien.

## Carrière
La carrière sportive de Mustapha Berraf est ponctuée par cinq titres de champion d'Algérie et trois coupes d'Algérie. Il évolue en équipe d'Algérie de basket-ball.
Mustapha Berraf étudie le commerce international à l'Institut national du commerce d'Alger et est diplômé en sciences commerciale à l'École supérieure de marketing et de gestion de Bruxelles en Belgique. Il possède également un diplôme d'études supérieures en assurance et réassurance ainsi qu'un diplôme d'entraîneur de 3e degré CIO/FIBA en basket-ball.
Il est directeur général adjoint et haut responsable à l'Office national du lait de 1975 à 1987 puis président de l'Organisation nationale du lait en 1987. Il assure ensuite la présidence de l'Association nationale des supermarchés de 1987 à 1992. Directeur général de l'Office national du complexe olympique de 1992 à 1994, il est ensuite directeur général des résidences d'État et de l'Entreprise de gestion touristique du Club des Pins à Alger de 1994 à 1996. Il est inspecteur au Ministère du Tourisme et de l'Artisanat de 1996 à 2001, membre du conseil d'administration de l'Office national de l'artisanat, et consultant pour le Centre national d'études et d'analyses pour la population et le développement (CNEAP) de 1998 à 2001.
Il est le président du Comité olympique algérien (COA) de 1996 mais ne va pas au bout de son mandat en raison d'une affaire le conduisant en prison. Il reprend la présidence du COA en 2001 pour deux mandats consécutifs jusqu'en 2009.
Membre du Rassemblement national démocratique, il siège à l'Assemblée populaire nationale de 2002 à 2012 et préside la commission chargée de la restructuration du mouvement sportif africain. Il redevient par la suite président du Comité olympique algérien en 2013.
Il est vice-président (2002-2017), puis président (2018-) de l'Association des comités nationaux olympiques d'Afrique (ACNOA), président (1989-1993, 1993-1997, 2001-2005), puis président d'honneur de la Fédération algérienne de basket-ball. Il est membre du Comité international olympique depuis 2019.
Sous le feu d'accusations de malversations et de corruption, il démissionne de son poste de président du Comité olympique algérien le 25 février 2020.
Le 16 mars 2025 Mustapha Berraf est réélu président de l'Association des comités nationaux olympiques d'Afrique, jusqu'en 2029.

## Distinctions
- Ordre olympique[1]
- Prix du Mérite de l'ACNOA[1]
- Personnalité sportive de l'année en Algérie (2002 et 2018)[1]
- Citoyen d'honneur de plusieurs villes, dont Patras, Moscou et Oran [1]
- Commandeur de l'Ordre du Mérite centrafricain[5]
- Ordre du Mérite hongrois [6]
- Commandeur de l'Ordre national du Mali[7]